# Rattus lugens
Rattus lugens is een knaagdier uit het geslacht Rattus dat voorkomt op de eilanden Siberut, Sipora, Pagai Utara en Pagai Selattan in de Mentawai-archipel ten westen van Sumatra. Deze soort is nauw verwant aan Rattus simalurensis en Rattus adustus, die op andere eilanden in de buurt van Sumatra voorkomen. In sommige indelingen worden de populaties op Siberut en Sipora als een andere vorm (ondersoort mentawai Chasen & Kloss, 1928) dan de populaties op Pagai Utara en Pagai Selattan (ondersoort lugens) gezien.
Net als zijn verwanten is R. lugens een grote rat met een donkere vacht. Vrouwtjes hebben vijf paren van mammae. De rugvacht is bruinzwart. De kop-romplengte bedraagt 212 tot 251 mm, de staartlengte 193 tot 231 mm, de achtervoetlengte 40 tot 44 mm en de schedellengte 46,6 tot 49,7 mm.
Aziatische zwarte rat (Rattus tanezumi)
· Bruine rat (Rattus norvegicus)
· Engganorat (Rattus enganus)
· Nillubergrat (Rattus montanus)
· Polynesische rat (Rattus exulans)
· Rattus adustus
· Rattus andamanensis
· Rattus arfakiensis
· Rattus argentiventer
· Rattus arrogans
· Rattus baluensis
· Rattus blangorum
· Rattus bontanus
· Rattus burrus
· Rattus ceramicus
· Rattus colletti
· Rattus detentus
· Rattus elaphinus
· Rattus everetti
· Rattus facetus
· Rattus feileri
· Rattus feliceus
· Rattus fuscipes
· Rattus giluwensis
· Rattus hainaldi
· Rattus halmaheraensis
· Rattus hoffmanni
· Rattus hoogerwerfi
· Rattus jobiensis
· Rattus koopmani
· Rattus korinchi
· Rattus leucopus
· Rattus losea
· Rattus lugens
· Rattus lutreolus
· Rattus macleari
· Rattus marmosurus
· Rattus mindorensis
· Rattus mollicomulus
· Rattus mordax
· Rattus morotaiensis
· Rattus nativitatis
· Rattus nikenii
· Rattus niobe
· Rattus nitidus
· Rattus novaeguineae
· Rattus ombirah
· Rattus omichlodes
· Rattus osgoodi
· Rattus palmarum
· Rattus pelurus
· Rattus pococki
· Rattus praetor
· Rattus pyctoris
· Rattus ranjiniae
· Rattus richardsoni
· Rattus sakeratensis
· Rattus salocco
· Rattus sanila
· Rattus satarae
· Rattus simalurensis
· Rattus sordidus
· Rattus steini
· Rattus stoicus
· Rattus taliabuensis
· Rattus tawitawiensis
· Rattus timorensis
· Rattus tiomanicus
· Rattus tunneyi
· Rattus vandeuseni
· Rattus verecundus
· Rattus villosissimus
· Rattus xanthurus
· Zwarte rat (Rattus rattus)